# Nikolaus von Endres
Nikolaus Endres, seit 1914 Ritter von Endres, (* 25. Oktober 1862 in Würzburg; † 23. September 1938 in München) war ein bayerischer General der Infanterie und Kommandierender General des I. Armee-Korps im Ersten Weltkrieg.

## Leben
Nikolaus war der Sohn des Landgerichtspräsidenten Philipp Endres und dessen Ehefrau Anna, geborene Schmidt. Karl von Endres war sein Bruder.
Endres absolvierte zunächst das Gymnasium und trat anschließend als Dreijährig-Freiwilliger am 1. Oktober 1881 in das 1. Infanterie-Regiment „König“ der Bayerischen Armee ein. Dort wurde er am 18. März 1882 zum Portepéefährich ernannt und am 22. Dezember 1883 zum Sekondeleutnant befördert. Am 16. März 1887 erfolgte seine Versetzung zum 8. Infanterie-Regiment „Großherzog Friedrich II. von Baden“ nach Metz. Hier wurde er am 13. Juni 1892 zum Premierleutnant befördert und am 1. Januar 1889 an die Kriegsakademie kommandiert. Vom 22. September 1893 bis 30. September 1894 war er Adjutant der 7. Infanterie-Brigade in Würzburg, wurde dann in den Generalstab kommandiert und am 20. November 1897 zum Hauptmann befördert.
Endres wurde am 21. Juli 1900 zum Generalstab des Gouvernements Ingolstadt versetzt. 1901 erfolgte die Ernennung zum Kompaniechef im 2. Infanterie-Regiment „Kronprinz“. Als Nächstes wurde Endres 1902 zum Generalstab der 1. Division versetzt und am 21. September 1902 Major. Dort verblieb er zwei Jahre, kam zur Zentralstelle des Generalstabes und 1906 zum Generalstab des I. Armee-Korps. Man beförderte Endres am 11. September 1907 zum Oberstleutnant, ernannte ihn zum Abteilungschef und 1908 zum Chef des Generalstabes. Als Oberst (seit 7. März 1910) übernahm er am 23. Oktober 1910 das 1. Infanterie-Regiment. Anschließend erfolgte seine Ernennung zum Direktor der Kriegsakademie und am 21. Januar 1913 seine Beförderung zum Generalmajor. Im März desselben Jahres übernahm er die 2. Infanterie-Brigade.
Anfang 1914 erhielt Endres aus den Händen seines Königs das Ritterkreuz des Verdienstordens der Bayerischen Krone. Damit verbunden war die Erhebung in den persönlichen Adel und er durfte sich ab diesem Zeitpunkt „Ritter von Endres“ nennen.
Mit Ausbruch des Ersten Weltkriegs kam Endres als Brigadekommandeur im Verbund der 6. Armee an der Westfront zum Einsatz. Am 6. März 1915 übernahm er die 1. Infanterie-Brigade, wurde kurz darauf am 20. April 1915 mit der Führung der 5. Division beauftragt und am 19. Mai 1915 zum Generalleutnant befördert.
Endres löste am 19. Juni 1918 Oskar Ritter von Xylander als Kommandierenden General des I. Armee-Korps ab.
Am 31. Dezember 1919 wurde Endres unter gleichzeitiger Beförderung zum General der Infanterie aus der Armee verabschiedet.
Endres führte über die gesamte Zeit des Ersten Weltkrieges ein Tagebuch, dem er Einblicke in seine Dienstzeit und in seine Gedankenwelt anvertraute. Das handschriftliche Original der Aufzeichnungen befindet sich im Bayerischen Armeemuseum in Ingolstadt. Es wurde 2012 publiziert.
Verheiratet war Endres seit dem 21. Mai 1898 mit Maria Thieme. Aus der Ehe gingen ein Sohn und eine Tochter hervor.

## Auszeichnungen
- Ehrenkreuz des Verdienstordens vom Heiligen Michael
- Eisernes Kreuz (1914) II. und I. Klasse
- Pour le Mérite mit Eichenlaub
  - Pour le Mérite am 17. April 1918
  - Eichenlaub am 4. August 1918
- Roter Adlerorden II. Klasse mit Schwertern
- Ritterkreuz des Militär-Max-Joseph-Ordens am 8. Mai 1917
- Kommandeurkreuz des Militär-Max-Joseph-Ordens am 11. August 1918
- Bayerischer Militärverdienstorden II. Klasse mit Krone und Schwertern am 28. September 1918
- Ehrenkreuz des Ordens der Württembergischen Krone
- Ritterkreuz I. Klasse des Ordens vom Zähringer Löwen mit Eichenlaub
- Lippischer Hausorden II. Klasse